# إيلين دوبين
إيلين دوبين (بالإنجليزية: Ellen Dubin) (و. العقد 1970  م) هي ممثلة أفلام كندية، ولدت في تورونتو.
.

## وصلات خارجية
- إيلين دوبين على موقع IMDb (الإنجليزية)
- إيلين دوبين على موقع ميتاكريتيك (الإنجليزية)
- إيلين دوبين على موقع روتن توميتوز (الإنجليزية)
- إيلين دوبين على موقع ألو سيني (الفرنسية)
- إيلين دوبين على موقع أول موفي (الإنجليزية)
- إيلين دوبين على موقع قاعدة بيانات الفيلم (الإنجليزية)
- إيلين دوبين على موقع كينوبويسك (الروسية)